# William Tønning
William Ansgar Tønning (født 14. maj 1999 i Slagelse) er en dansk/canadisk professionel fodboldspiller, der spiller som målmand for Besta deild karla klubben KA Akureyri.

## Klubkarriere

### Ytterhogdals IK
Tønning underskrev sin første professionelle kontrakt med det svenske Division 2 hold Ytterhogdals IK i januar 2021.  Den sæson kvalificerede Ytterhogdal sig til Svenska Cupens gruppespil for anden gang i klubhistorien, med en 3-2-sejr mod Vasalunds IF i sidste kvalifikationsrunde. 

### IFK Luleå
I februar 2022 skrev Tønning under for svenske IFK Luleå .   Den sæson kvalificerede IFK Luleå sig til Svenska Cupens gruppespil for første gang i klubhistorien, med en 1-0-sejr mod AFC Eskilstuna i sidste kvalifikationsrunde.  Efter sæsonen blev Tønning nomineret til sæsonens målmand i Division 2 Norrland af Unibet .  

### Argja Bóltfelag
I januar 2023 skrev Tønning under for Betrideildin-holdet Argja Bóltfelag .  

### Hobro IK
I juli 2023 skrev Tønning under for 1. Divisionsholdet Hobro IK efter en succesfuld prøveperiode.   Han fik sin officielle debut den 6. september 2023 i en 2-0-sejr mod Kolding BK i DBU Pokalen. Tønning forlod klubben ved udløbet af sin kontrakt i december 2023. 

### Napier City Rovers
I januar 2024 skrev Tønning under med den newzealandske klub Napier City Rovers.  

### Ängelholms FF
I december 2024 skrev Tønning under med den svenske Ettan Södra klub Ängelholms FF. 

### KA Akureyri
I marts 2025 skrev Tønning under med den islandske Besta deild karla klub KA Akureyri.

## Eksterne links
- William Tønnings spillerprofil på Soccerway (engelsk)